# Hafen Kaohsiung
Der Hafen Kaohsiung ist ein Seehafen in Kaohsiung und einer der vier wichtigen internationalen Häfen in Taiwan. Das Hafengebiet erstreckt sich über sechs Stadtbezirke und der Güterumschlag macht über die Hälfte des gesamten Güterumschlages von Taiwan aus. Der Kaohsiung-Hafen ist der größte Hafen des Landes und der dreizehntgrößte Hafen der Welt. Für die Verwaltung und den Betrieb des Kaohsiunger Hafens ist die Taiwan International Ports Corporation (TIPC) verantwortlich.

## Lage
Der Tiefwasserhafen liegt auf einer wichtigen Schiffsroute zwischen China, Japan, Australien, den USA und Südostasien. Der Hafen hat zwei Einfahrten: Die erste liegt im Norden (E 120°15'25" N 22°37'01") und die zweite liegt im Süden (E120°18'26" N 22°33'21"). Auf der westlichen Seite des Hafens liegt die langgestreckte Insel Qijin. Sie schützt bei Sturm das Hafengebiet. Im Hafengebiet befinden sich ein Kohlekraftwerk, eine Erdölraffinerie, Schiffswerften, das Linhai-Industriegebiet, die Kaohsiung-Exportzone, ein Logistikzentrum und die Kaohsiunger Freihandelszone. Der Hafen ist über die Kaohsiung-Hafenbahn (高雄臨港線) an das Eisenbahnnetz angebunden. Eine der beiden Bahnlinien wurde bereits stillgelegt.

## Geschichte

### Ming- und Qing-Dynastie
Auf dem Gebiet des heutigen Kaohsiung lag ursprünglich ein Fischerdorf taiwanischer Ureinwohner. Während der niederländischen Kolonialzeit erschlossen die Niederländer um 1624 den Hafen Kaohsiung. 1662 vertrieb General Zheng Chenggong die Niederländer aus Kaohsiung und  erweiterte den Hafen, um über den Handel den Krieg gegen die Ming- und die nachfolgende Qing-Dynastie finanzieren zu können. 1863 wurde der Hafen infolge des Vertrags von Tianjin als internationaler Handelshafen eröffnet.

### Japanische Kolonialzeit

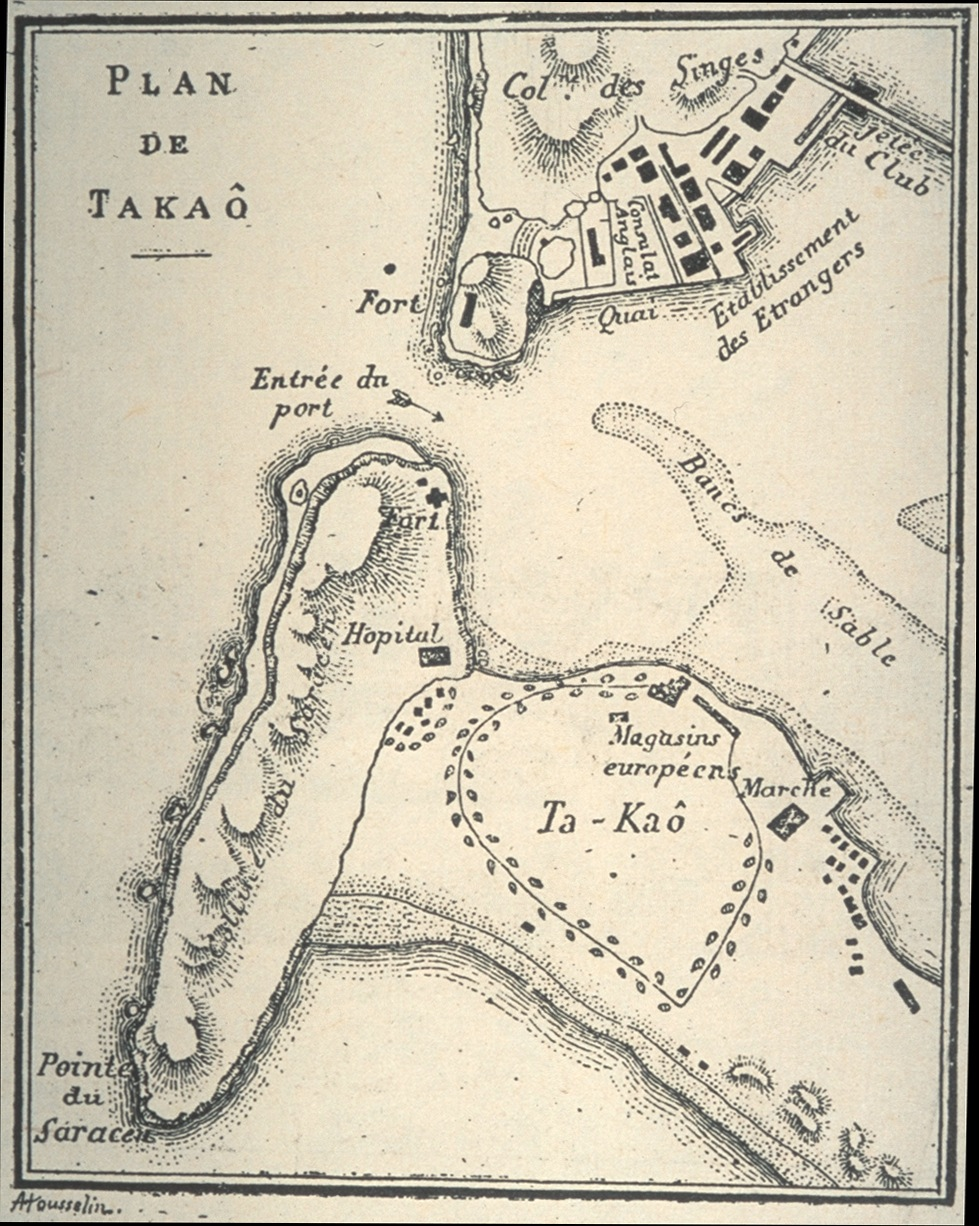
Historische Karte des Hafens von Takao (1896)

Nach dem Ersten Japanisch-Chinesischen Krieg trat 1895 die Qing-Dynastie wegen des Vertrags von Shimonoseki Taiwan und Penghu an Japan ab. Die Japaner bauten ab 1899 den Hafen von Takao (so der damalige Stadtname) zu einem der beiden Haupthäfen der Insel Taiwan (neben dem Hafen von Keelung) aus.
Nach einer vierjährigen Bauphase im Jahr 1912 startete eine zweite Ausbauphase, die im Jahr 1937 endete. Ab dieser Zeit konnten Schiffe mit acht Meter Tiefgang und einer Beladung von 8.000 Tonnen problemlos den Hafen ansteuern. Die Industrieanlagen im Hafen wurden Schritt für Schritt aufgebaut und der Hafen an die Eisenbahn angeschlossen.
1924 erhöhte sich der Gesamthandel des Hafens schnell. Der Güterumschlag erreichte seinerzeit bis 1,58 Millionen Tonnen und der Gesamthandel belief sich auf über 203 Millionen Yen. Im Jahr 1937 war der Militärtransport wegen des Krieges zwischen China und Japan sehr wichtig und der Güterumschlag erreichte bis 2,5 Millionen Tonnen. Die Hafenausstattung war schnell unzulänglich, deshalb kam es zu einer dritten Ausbauphase. Das Bauprojekt wurde aber wegen des Pazifikkrieges im Jahr 1941 abgebrochen. Der Hafen wurde damals von der japanischen Armee vor allem militärisch genutzt. Die Luftangriffe der Alliierten, die am 12. Oktober 1944 begannen und bis 15. August 1945 dauerten, richteten sich besonders auf den Hafen Takao. Die Anlegeplätze, Schuppen und Hebegeräte des Hafens wurden fast alle zerstört.

### Nach dem Zweiten Weltkrieg
Der Hafen verlor wegen der Kriegsschäden seine Funktion. Die Kuomintang-Regierung gründete im Dezember 1945 die Taiwan International Ports Corporation und man versuchte, den Hafen wiederherzustellen. Früher hatte der Hafen Kaohsiung nur eine Einfahrt. Wegen des militärischen und wirtschaftlichen Bedarfs wurden im Jahr 1963 eine zweite Einfahrt und ein Gewerbegebiet erschlossen. Zu dieser Zeit konnten in diesem Teil des Hafens gleichzeitig 17 Riesenschiffe zu 20.000 Tonnen anlegen. In der Folge wurden die Kaohsiung-Exportzone, der Cianjhen-Fischereihafen, das Linhai-Industriegebiet, ein großes Stahlwerk, eine Schiffswerft und die Containerterminals 1 bis 4 entwickelt. Im Mai 1981 wurde ein vierspuriger Unterwassertunnel gebaut, um die Insel Qijin und die Innenstadt Kaohsiungs zu verbinden. Der Unterwassertunnel wurde am 1. Mai 1984 für den Personen- und Gütertransport eröffnet. Im Juli 1988 wurde wegen des schnell ansteigenden Containerumschlags der Bau des fünften Containerterminals begonnen. Der Bau war im Februar 2001 fertig und konnte 49.000 TEU abfertigen. Der Vessel Traffic Service (VTS) und der VTC-Kontrollturm wurden Ende 2011 fertiggestellt.
Am 1. Juli 2004 wurde im Hafen Kaohsiung der International Ship and Port Facility Security Code  umgesetzt, um Terroranschläge zu verhindern.

## Struktur und Hafennutzungsgebiet

Aufbau des Hafens von Kaohsiung (2008) mit den 6 Container-Terminals (1-6)

Das Hafengebiet umfasst eine Gesamtfläche von 17.678 Hektar, von denen 1.442 Hektar (8,2 %) Landfläche und 16.236 Hektare (91,8 %) Wasserfläche sind. Die größten Areale des Hafens sind die Kaianlagen, der Industriepark und der Fischereihafen, die Schiffswerft, das Taipower-Kraftwerk, und die CPC (Chinese Petroleum Corporation)-Raffinerie.
Die Fahrrinne des nördlichen Eingangs ist 11 Meter tief und zwischen 80 und 130 Meter breit. Der südliche Hafeneingang ist 16 Meter tief und die Fahrrinne ist zwischen 150 und 250 Meter breit. Die Gesamtlänge der im Hafen liegenden Fahrrinnen beträgt 18 Kilometer, wobei die Hauptstrecke 12 Kilometer und die Nebenstrecken 6 Kilometer lang sind.
Der Hafen besitzt 123 Kais, die eine Gesamtlänge von 28 Kilometer einnehmen. Davon sind 91 Ladekais mit 66 Hebezeugen, 22 firmeneigene Kais und 10 Kais für Tourismuszwecke. Insgesamt könnten gleichzeitig 152 Schiffe im Hafen anlegen. Der Gesamtumschlag beläuft sich pro Jahr insgesamt auf 152 Millionen Tonnen und 14,7 Millionen TEU.
Der Hafen besitzt außerdem 65 Lagerhäuser und Warenlager, die eine Gesamtkapazität 969.720 Tonnen aufweisen. Zehn Plätze befinden sich im Freien, mit einer Gesamtkapazität 35.284 Tonnen und sechs Containerflächen, die eine Gesamtkapazität von 197.397 TEU besitzen.
Im Hafen wurde im Jahr 2007 begonnen, zwei Hochstraßen zu bauen, die die Autobahn mit dem Hafen verbinden sollen. Der Bau wird voraussichtlich im Jahr 2017 fertiggestellt.

## Wirtschaft

Frachtumschlag der vier großen Überseehäfen von Taiwan in den Jahren 2001 bis 2014. Der Hafen von Kaohsiung lag mit 120-150 Millionen Tonnen jährlich deutlich an der Spitze.

### Massengutumschlag
Die Massengutfrachter bilden nicht die Mehrheit der Schiffe, die den Hafen Kaohsiung besuchen, aber ihre Ladekapazität ist am höchsten. Die meisten Waren kommen aus Asien, gefolgt von Amerika und Ozeanien. Im Jahr 2015 haben 1.427 Massengutfrachter mit 36 Millionen Tonnen Waren den Hafen Kaohsiung besucht. Die meisten importierten Waren der Massengutfrachter sind mit 14,38 Millionen Tonnen metallische Erze. An zweiter Stelle kommt Kohle mit 10,78 Millionen Tonnen. Die meisten exportierten Waren sind Benzin (2,52 Millionen Tonnen) und Heizöl (1,97 Millionen Tonnen).
| Jahr | Schiffe | Schiffsmaße (in Tonnen) | Massengütermenge (in Tonnen) |
| ---- | ------- | ----------------------- | ---------------------------- |
| 2009 | 1.071   | 29.218.469              | 27.478.202                   |
| 2010 | 1.431   | 43.059.243              | 33.309.508                   |
| 2011 | 1.526   | 51.257.768              | 35.263.332                   |
| 2012 | 1.367   | 45.405.429              | 34.017.464                   |
| 2013 | 1.345   | 46.099.721              | 33.638.479                   |
| 2014 | 1.449   | 49.160.411              | 38.138.323                   |
| 2015 | 1.427   | 49.901.055              | 35.136.456                   |

### Containerumschlag
Im Jahr 1969 besuchte das erste Containerschiff den Hafen Kaohsiung. Damals gab es keinen Container-Kai, deshalb wurde Kai Nr. 1 notdürftig dafür adaptiert. Der erste Container-Kai war im Jahr 1970 nutzbar. Die anderen Container-Kais wurden Schritt für Schritt aufgebaut. Die Containerumschläge stiegen Jahr für Jahr. 1995 betrugen die Containerumschläge mehr als 5 Millionen TEU. Im Jahr 2000 betrugen sie mehr als 7 Millionen TEU und im Jahr 2007 10 Millionen TEU. Die meisten Waren kamen aus und gingen nach Asien, Amerika und Europa. Im Jahr 2015 wurden am meisten Metalle importierte (3,84 Millionen Tonnen), gefolgt von chemischen Rohstoffen (1,8 Millionen Tonnen). Die meisten exportierten Waren sind Kunststoffprodukte mit 6,59 Millionen Tonnen. An zweiter Stelle kommen Metalle mit 4,93 Millionen Tonnen.
| Jahr | TEU Total     | TEU Import   | TEU Export   |
| ---- | ------------- | ------------ | ------------ |
| 2009 | 8.581.273,00  | 4.297.666,50 | 4.283.606,50 |
| 2010 | 9.181.210,50  | 4.557.040,50 | 4.624.170,00 |
| 2011 | 9.636.288,50  | 4.814.254,25 | 4.822.034,25 |
| 2012 | 9.781.221,00  | 4.876.683,75 | 4.904.537,25 |
| 2013 | 9.937.719,00  | 4.982.383,25 | 4.955.335,75 |
| 2014 | 10.593.335,25 | 5.284.335,25 | 5.309.000,00 |
| 2015 | 10.264.420,25 | 5.127.165,25 | 5,137,255.00 |

### Schiffbau
Die Geschichte des Schiffbaus begann im Jahr 1972. 1973 gründete die China Ship Building Corporation (CSBC Corporation) die Schiffswerft am Kai Nr. 2. Am Kai Nr. 10 gibt es ein Trockendock, das zur TIPC gehört. Es ist 116 Meter lang und 19 Meter breit. Dort kann man Schiffe unter 6000 Tonnen bauen oder reparieren. Zurzeit gibt es 28 Schiffbaufirmen im Hafen Kaohsiung. Die Werft von CSBC weist mit fünf Kais die größte Fläche aus. Die Hauptprodukte von CSBC sind Massengutfrachter, Containerschiffe und Kriegsschiffe für die Marine der Republik China.

### Passagierverkehr
Der Passagierverkehr hat Auslandslinien und Inlandslinien. Die Kaohsiung-Magong Linie, die Gushan-Qijin Linie und die Qianzhen-Zhongzhou Linie sind die Inlandslinien. Die Auslandslinien werden von Kreuzfahrtschifffahrtsfirmen betrieben. Die vorwiegenden Reiseziele sind China, Hongkong und Japan. Zwischen 2014 und 2015 baute TIPC die Kreuzfahrtschiffskais, was die Passagierzahl und die Zahl der anlegenden Schiffe in großem Umfang erhöhte. Im Jahr 2014 gab es 45 Schiffe und 130.000 Passagiere. Im Jahr 2015 gab es 46 Schiffe und 133.000 Fahrgäste. Vor dem Jahr 2014 gab es im Schnitt 17 Schiffe und 35.000 Fahrgäste pro Jahr.
| Jahr | Total     | Total     | Auslandslinien | Auslandslinien | Inlandslinien | Inlandslinien |
| Jahr | Eingehend | Ausgehend | Eingehend      | Ausgehend      | Eingehend     | Ausgehend     |
| ---- | --------- | --------- | -------------- | -------------- | ------------- | ------------- |
| 2009 | 54.652    | 63.660    | 2.375          | 2.360          | 52.277        | 61.300        |
| 2010 | 67.490    | 76.743    | 13.384         | 13.911         | 54.106        | 62.832        |
| 2011 | 60.746    | 65.069    | 12.462         | 11.886         | 48.284        | 53.183        |
| 2012 | 58.360    | 61.014    | 16.073         | 14.558         | 42.287        | 46.456        |
| 2013 | 67.865    | 73.254    | 26.252         | 24.168         | 41.613        | 49.086        |
| 2014 | 106.531   | 107.885   | 71.223         | 66.311         | 35.308        | 41.574        |
| 2015 | 99.447    | 107.996   | 63.834         | 64.774         | 35.613        | 43.222        |

## Galerie

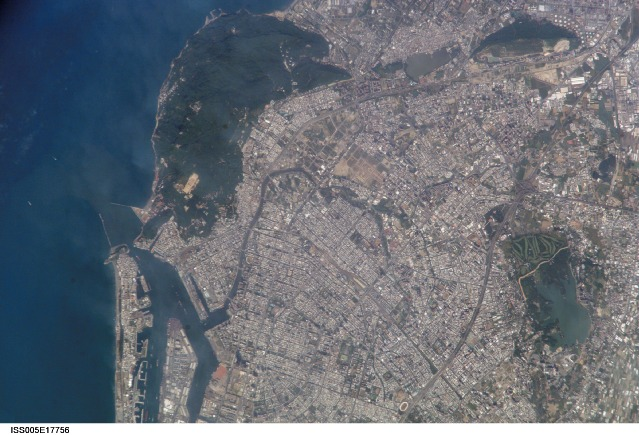
Nördliche Einfahrt
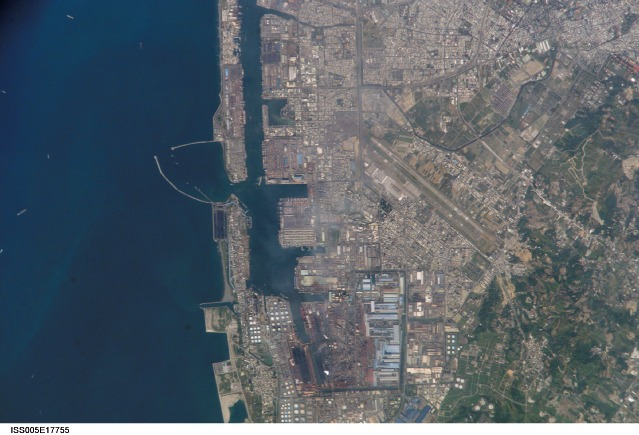
Südliche Einfahrt
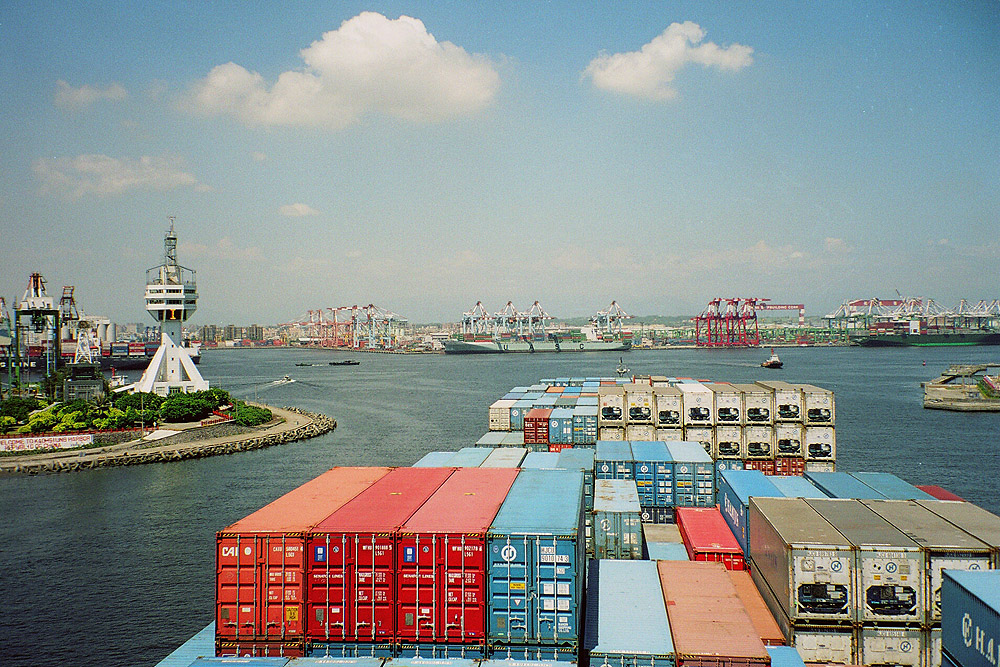
Die südliche Hafeneinfahrt von einem Containerschiff aus gesehen
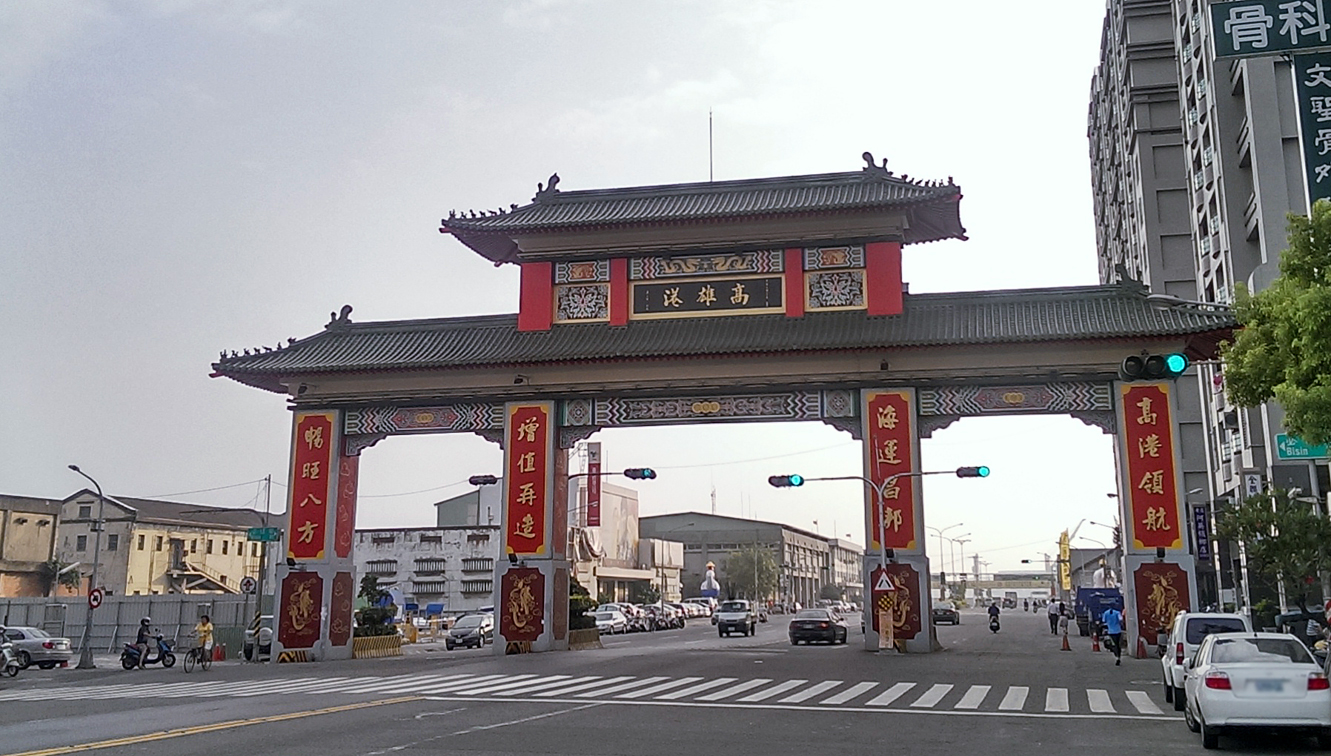
Eingang des Hafens Kaohsiung
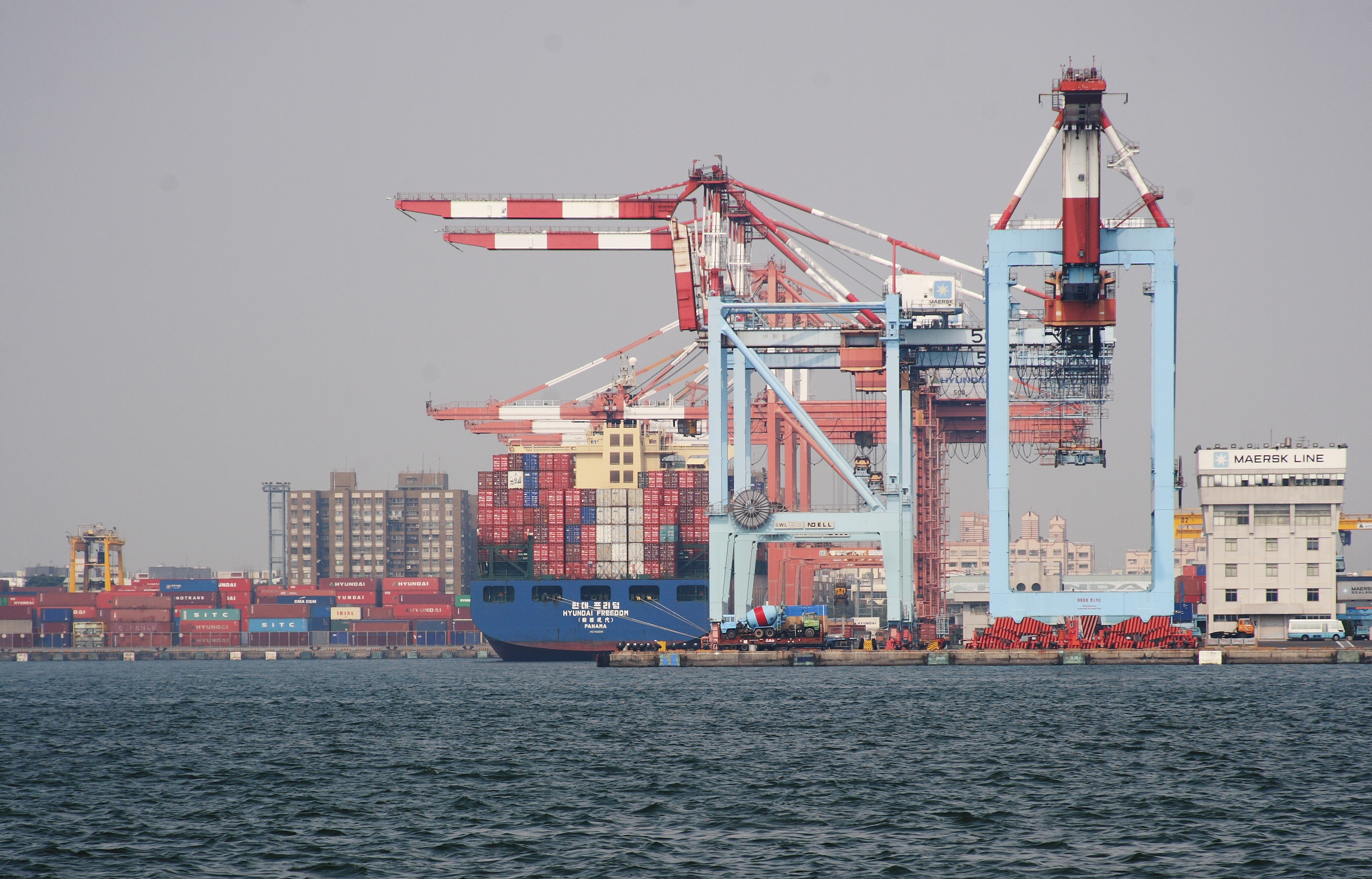
Das Containerschiff Hyundai Freedom in Kaohsiung
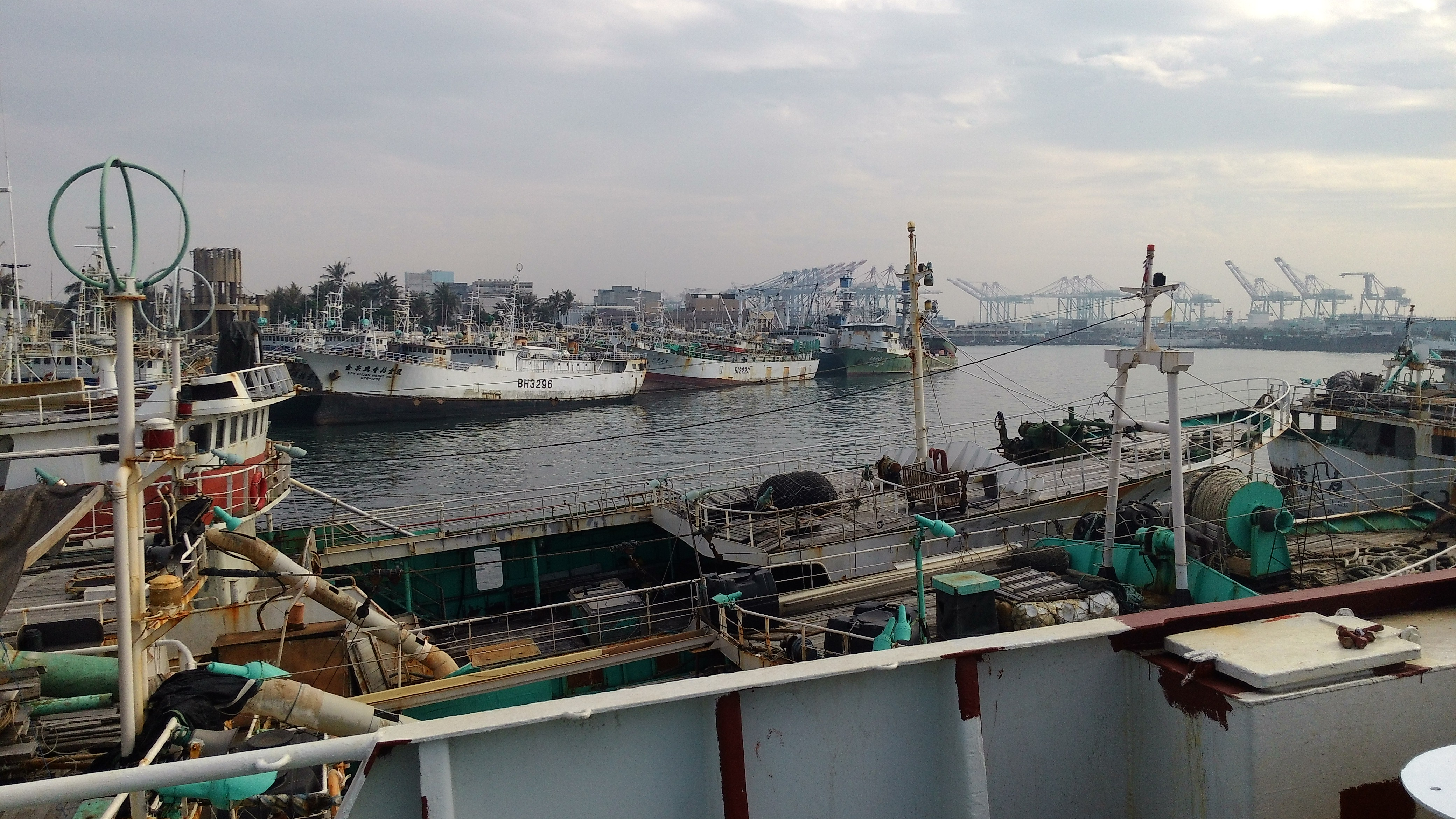
Cianjhen-Fischereihafen
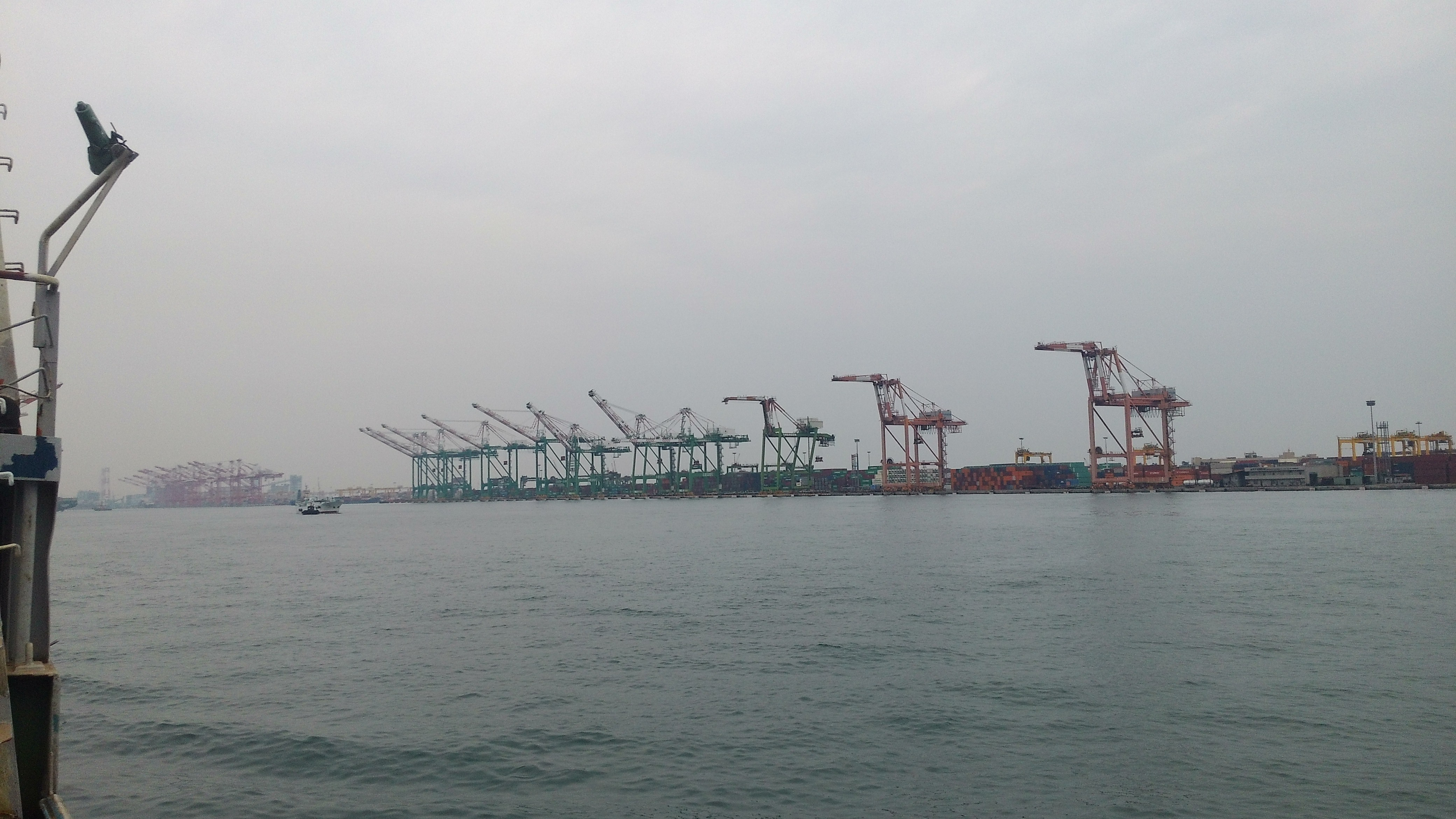
Containerbrücken